# Huỳnh Tấn Phát
Huỳnh Tấn Phát (ur. 1913 w pobliżu Mỹ Tho, zm. 30 września 1989 w Ho Chi Minh) – wietnamski polityk
W latach 30. XX wieku studiował na Uniwersytecie Indochińskim, zaangażował się wówczas w działalność niepodległościową przeciwko francuskim władzom kolonialnym. W czasie II wojny światowej sprzeciwiał się okupacji japońskiej. W latach 1944–1945 redagował antyfrancuską gazetę Thanh Niên (Młodzież). 
Po wojnie wstąpił do Partii Demokratycznej, w której został sekretarzem generalnym. Mimo że partia ta stanowiła opozycję w stosunku do partii komunistycznych, Huỳnh Tấn Phát wstąpił do Việt Minhu, jako organizacji stawiającej skuteczny opór władzom francuskim. W czasie I wojny indochińskiej kierował służbami informacyjnymi Việt Minhu. Był wówczas dwukrotnie aresztowany. Po konferencji genewskiej, w wyniku której Wietnam został podzielony, Huỳnh Tấn Phát pozostał w Sajgonie, gdzie pracował jako architekt, a równocześnie działał w Partii Demokratycznej. 
W 1958 roku, gdy prezydent Wietnamu Południowego Ngô Đình Diệm ograniczył działalność partii opozycyjnych, Huỳnh Tấn Phát i jego partia zeszli do podziemia. W 1960 roku wstąpił do Narodowego Frontu Wyzwolenia Wietnamu Południowego, w latach 1964-1966 był sekretarzem generalnym jego komitetu centralnego. W 1969 roku, po utworzeniu Tymczasowego Rządu Rewolucyjnego Wyzwolenia Wietnamu Południowego, stanął na jego czele. W 1976 roku, po zjednoczeniu Wietnamu został wicepremierem. 